# Дерменджиев, Петко
Пе́тко Дерменджи́ев (род. 13 февраля 1936) — болгарский борец вольного стиля, серебряный призёр чемпионатов мира, участник летних Олимпийских игр 1964 года в Токио.

## Биография
На Олимпиаде в Токио чисто выиграл первую схватку у Чхве Бён Сопа из Южной Кореи, а вторую — по очкам у Кароя Байко из Венгрии. В третьей схватке Дерменджиев уступил Мухаммаду Афзалу из Пакистана. Четвёртый поединок Дерменджиева окончился его победой над итальянским спортсменом Гаэтано Де Вескови. После этой схватки Дерменджиев набрал 5 штрафных очков и выбыл из дальнейшей борьбы заняв итоговое 4-е место.